# Disc Barrow

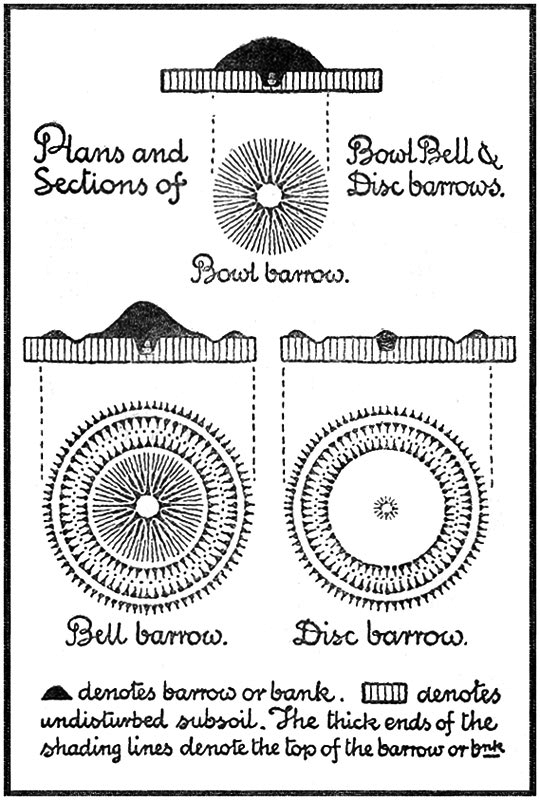
Schema Disc barrow am Beispiel Heywood sumner – rechts

Der Disc Barrow ist eine relativ seltene, konzentrisch aufgebaute Sonderform des vorgeschichtlichen Grabhügels, der primär in Südengland (hauptsächlich in Wessex), vereinzelt aber auch in den Niederlanden und auf Orkney vorkommt. Er besteht aus einem Wall, einem Graben und dem Grabhügel und wird in die Bronzezeit eingeordnet. Im Gebiet der Winterbourne Stoke Barrows kommen viele Bell Barrows und Disk barrows vor. Daneben unterscheidet man in Großbritannien noch Bowl Barrows, Pond Barrows und Saucer Barrows.
Flowerdown bei Littleton ist der bekannteste Disc Barrow.